# Awatef Ben Hassine
Awatef Ben Hassine (arabisch عواطف بن حسين, DMG ʿAwāṭif b. Ḥusain, * 5. April 1981) ist eine ehemalige tunesische Leichtathletin, die sich auf den Sprint spezialisiert hat. Aktuell ist sie Inhaberin des Landesrekordes über 200 und 400 Meter. Ihren größten Erfolg feierte sie mit dem Gewinn der Bronzemedaillen über 400 Meter und in der 4-mal-400-Meter-Staffel bei den Afrikameisterschaften in Radés.

## Sportliche Laufbahn
Erste internationale Erfahrungen sammelte Awatef Ben Hassine vermutlich im Jahr 1999, als sie bei den Juniorenafrikameisterschaften in Tunis in 54,54 s die Goldmedaille im 400-Meter-Lauf gewann und über 200 Meter in 24,59 s die Silbermedaille gewann. Zudem siegte sie in 46,98 s mit der tunesischen 4-mal-100-Meter-Staffel und gewann in der 4-mal-400-Meter-Staffel in 3:42,66 min die Silbermedaille. Anschließend siegte sie bei den Panarabischen Spielen in Irbid über 400 Meter und gewann im 200-Meter-Lauf in 27,42 s die Bronzemedaille hinter der Marokkanerin Fatima Zahra Dkouk und ihrer Landsfrau Awatef Hamrouni. Im Jahr darauf belegte sie bei den Afrikameisterschaften in Algier in 53,54 s den vierten Platz über 400 Meter und schied anschließend bei den Olympischen Sommerspielen in Sydney mit 54,50 s in der ersten Runde aus. 2001 schied sie bei den Spielen der Frankophonie in Ottawa mit 52,97 s im Vorlauf über 400 Meter aus und anschließend gewann sie bei den Mittelmeerspielen in Tunis in 53,77 s die Bronzemedaille hinter den Französinnen Marie-Louise Bévis und Francine Landre. Zudem belegte sie in 59,30 s den sechsten Platz im 400-Meter-Hürdenlauf. Zudem belegte sie mit der 4-mal-400-Meter-Staffel in 3:47,10 min den sechsten Platz. Bei den Arabischen Meisterschaften in Damaskus siegte sie in 54,7 s über 400 Meter sowie in 64,4 s über 400 m Hürden. Im Jahr darauf gewann sie bei den Afrikameisterschaften in Radès in 52,22 s die Bronzemedaille über 400 Meter hinter der Tschaderin Kaltouma Nadjina und Mireille Nguimgo. Über 400 m Hürden belegte sie in 63,91 s den fünften Platz und gewann mit der Staffel in 3:41,76 min gemeinsam mit Maha Chaouachi, Amel Tlili und Abir Nakhli die Bronzemedaille hinter den Teams aus Nigeria und Algerien. Anschließend gewann sie bei den Militärweltmeisterschaften in Tivoli in 24,38 s die Bronzemedaille im 200-Meter-Lauf hinter der Deutschen Birgit Rockmeier und Swetlana Gontscharenko aus Russland und siegte in 52,74 s über 400 Meter.
2003 schied sie bei den Hallenweltmeisterschaften in Birmingham mit 54,01 s in der ersten Runde über 400 Meter aus und im August belegte sie bei der Sommer-Universiade in Daegu in 53,80 s den sechsten Platz. Anschließend kam sie bei den Afrikaspielen in Abuja mit 53,56 s im Vorlauf aus und anschließend siegte sie bei den Militärweltspielen in Catania in 54,37 s über 400 Meter und belegte in 25,35 s den vierten Platz über 200 Meter. Im Jahr darauf startete sie bei den Afrikameisterschaften in Brazzaville, wurde aber kurz darauf wegen eines Dopingverstoßes disqualifiziert und bis 2007 gesperrt. 2009 beendete sie dann ihre aktive sportliche Karriere im Alter von 28 Jahren.
2009 wurde Ben Hassine tunesische Meisterin über 200 und 400 Meter sowie im 400-Meter-Hürdenlauf.

## Persönliche Bestleistungen
- 200 Meter: 23,95 s (+0,4 m/s), 27. Juli 2002 in Ninove (tunesischer Rekord)
- 400 Meter: 51,66 s, 24. Juni 2004 in Algier (tunesischer Rekord)
  - 400 Meter (Halle): 53,34 s, 2. März 2003 in Clermont-Ferrand (tunesischer Rekord)
- 400 m Hürden: 57,84 s, 30. Mai 2004 in Tunis